# Галипсос
Галипсос (грч. Γαληψός) је насељено место у  општини Кушница у периферији Источна Македонија и Тракија, Грчка. Према попису из 2021. године било је 345 становника.
Галипсос је 1913. године имао 207 житеља Турака. Године 1924. турско становништво је принудно исељено у Турску а на њихово место су насељене грчке избегличке породице, којих је на попису из 1928. године било 220. Село се раније звало Деде Бали.